# Grey (Manitoba)
Grey es un municipio rural canadiense situado en la provincia de Manitoba.

## Superficie
Grey tiene una superficie de 968,9 km².

## Demografía
En 2021, tenía 2517 habitantes, una densidad poblacional de 2,6 hab./km², y 1034 viviendas.